# Elecciones generales de Uganda de 1962
Las elecciones generales de Uganda se llevaron a cabo el 25 de abril en preparación para la independencia del país el 9 de octubre. Con una participación cercana al 68%, el Congreso Popular de Uganda obtuvo el 51.8% de los votos y, en una alianza con el partido monarquista Kabaka Yekka, 58 escaños (37 para el UPC y 21 para Kabaka Yekka) del Consejo Legislativo, convirtiendo a Milton Obote en Primer ministro. No volverían a celebrarse elecciones en Uganda hasta 1980.

## Resultados
| Partido                            | Votos     | %    | Escaños | +/−   |
| ---------------------------------- | --------- | ---- | ------- | ----- |
| Congreso Popular de Uganda         | 545,324   | 51.8 | 37      | +2    |
| Partido Democrático                | 484.324   | 46.1 | 24      | −19   |
| Congreso Nacional de Uganda        | 2.565     | 0.2  | 0       | −1    |
| Partido Bataga de Busoga           | 2,375     | 0.2  | 0       | Nuevo |
| Unión Nacional Ugandesa            | 39        | 0.0  | 0       | Nuevo |
| Independents                       | 17,308    | 1.6  | 0       | −2    |
| Kabaka Yekka                       | −         | −    | 21      | Nuevo |
| Total                              | 1.052.544 | 100  | 82      | 0     |
| Votantes registrados/participación | 1.553.233 | 67.7 | −       | −     |
| Fuente: Nohlen et al.              |           |      |         |       |